# Phelsuma pusilla
Phelsuma pusilla is een hagedis die behoort tot de gekko's. Het is een van de soorten madagaskardaggekko's uit het geslacht Phelsuma.

## Naam en indeling
De wetenschappelijke naam van de soort werd voor het eerst voorgesteld door Robert Friedrich Wilhelm Mertens in 1964. Oorspronkelijk werd de wetenschappelijke naam Phelsuma lineata pusilla gebruikt. De gekko werd lange tijd als een ondersoort gezien van de gestreepte daggekko (Phelsuma lineata) maar wordt tegenwoordig als een aparte soort erkend.
De soortaanduiding pusilla is afgeleid van het Latijnse pusillus en betekent vrij vertaald 'klein'.

### Ondersoorten
De soort wordt verdeeld in twee ondersoorten die onderstaand zijn weergegeven, met de auteur en het verspreidingsgebied.
| Naam                       | Auteur        | Verspreidingsgebied                           |
| -------------------------- | ------------- | --------------------------------------------- |
| Phelsuma pusilla hallmanni | Meier, 1989   | Madagaskar (Nationaal park Andasibe Mantadia) |
| Phelsuma pusilla pusilla   | Mertens, 1964 | De rest van het areaal                        |

## Uiterlijke kenmerken
Phelsuma pusilla bereikt een kopromplengte tot 3,7 centimeter en een totale lichaamslengte inclusief staart tot 8,5 cm. De hagedis heeft een groene kleur en heeft een vage tekening zonder strepen. Het aantal schubbenrijen op het midden van het lichaam bedraagt 62 tot 80.

## Verspreiding en habitat

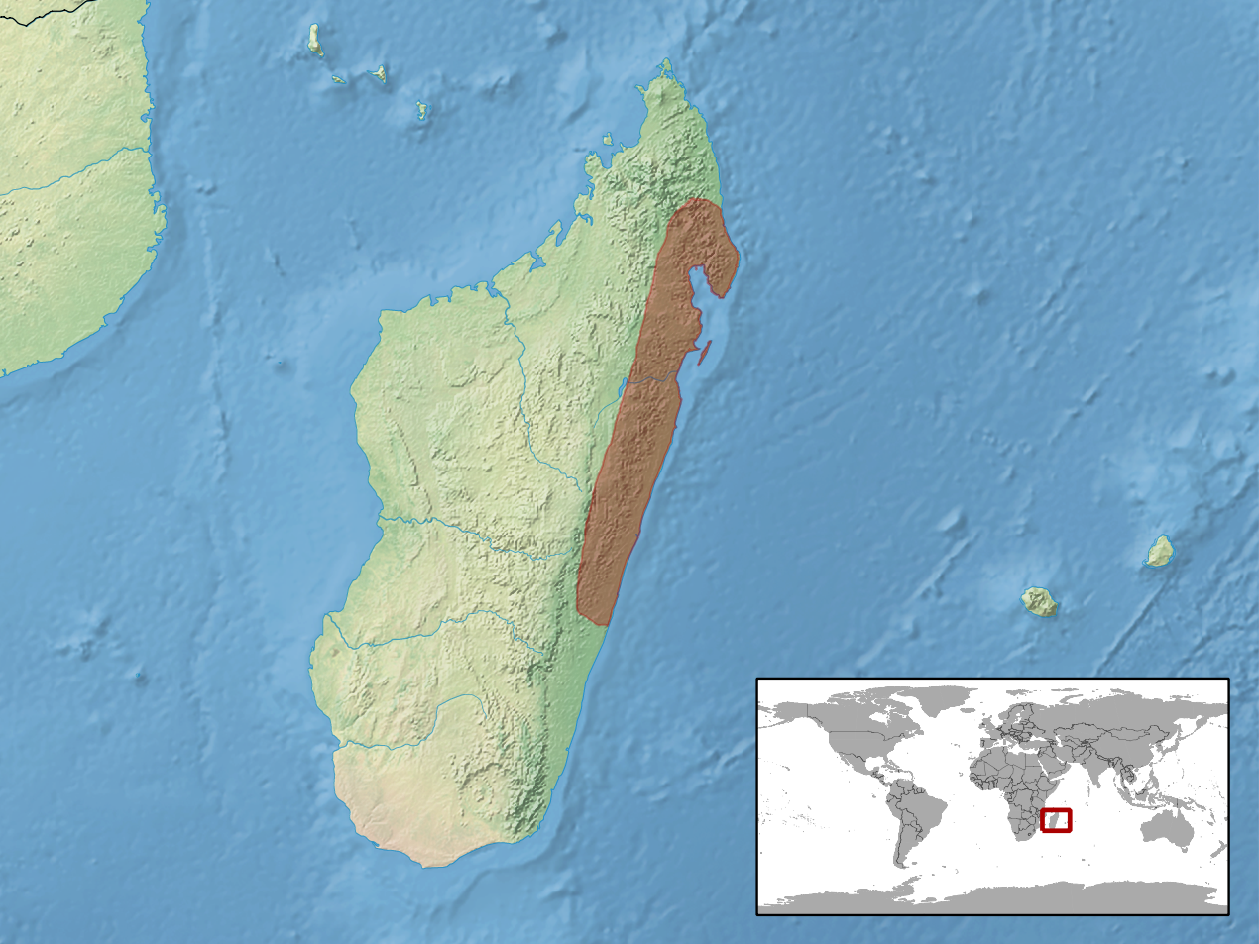
Verspreidingsgebied in het rood.

De soort komt voor in delen van Afrika en leeft endemisch in de oostelijke delen van het Afrikaanse eiland Madagaskar en daarnaast op het eiland Île Sainte-Marie.De habitat bestaat uit vochtige tropische en subtropische laaglandbossen. Ook in door de mens aangepaste streken zoals plantages, landelijke tuinen en aangetaste bossen kan de hagedis worden gevonden.

## Beschermingsstatus
Door de internationale natuurbeschermingsorganisatie IUCN is de beschermingsstatus 'veilig' toegewezen (Least Concern of LC).